# KUMA
KUMA（クマ、1973年5月29日 - ）は、日本のお笑いタレント、ものまねタレント。本名、雛埜友也（ひなの ともや）。大阪府出身。血液型はA型。

## 特徴
日本テレビの『エンタの神様』に芋洗坂係長と共に「芋洗い熊係長」として1年半ほど出演。同じく日本テレビの特別番組『ものまねグランプリ』内で結成されたユニットギャップオールスターズの一員として、斎藤司（トレンディエンジェル）と共に徳永英明・平井堅・松山千春・桑田佳祐等の歌まねを披露する。その際にグランプリトーナメント3位になり、ヒルナンデスやメレンゲの気持ちやアッコにおまかせ!でも福山雅治、平井堅などを披露する。また格闘家の小川直也のそっくりものまね「子川直也」として活動していた頃に、「NHK紅白歌合戦」で気志團の「One Night Carnival」の間奏途中にステージに登場し、パフォーマンスをした経験もある。小川直也本人と共演の際に公認も貰っている。DDTプロレスリングにも参戦し髙木三四郎社長とも対戦している。また、以前はCHEMISTRY（ケミストリー）のそっくりものまね「ケミフタリー」の川畑要役でもあり、日本テレビ系列で放送されていた音楽番組・バラエティ番組『FUN』にてCHEMISTRY本人の前でも歌を披露して共演も果たしている。

## これまでの出演番組
- NHK紅白歌合戦（NHK総合）
- 発表!日本ものまね列伝（フジテレビ系列）
- ものまね紅白歌合戦（フジテレビ系列）
- もしも体感バラエティ if（フジテレビ系列）
- FUN（日本テレビ系列）
- ロンQ!ハイランド（日本テレビ系列）
- ものまねバトル（日本テレビ系列）
- ものまねバトルクラブ（日本テレビ系列）
- @サプリッ!（日本テレビ系列）
- キャイ〜ン式（TBS系列）
- 推定学園26時（テレビ東京系列）
- ものまねグランプリ（日本テレビ系列）
- ゴレンタン（フジテレビ系列）
- メレンゲの気持ち（日本テレビ系列）
- ヒルナンデス（日本テレビ系列）
- 誰だって波瀾爆笑（日本テレビ系列）コロッケがお勧めするものまねタレント! 福田彩乃、葉月パル、KUMAで出演。
- 金曜スーパープライム ～ものまねグランプリコロッケVS青木隆治珠玉のものまねベスト10～（日本テレビ系列）
- クイズ☆タレント名鑑（TBS系列）「そっくりさんいる、いない」のコーナーで小川直也のものまね（子川直也）で出演。
- クイズ☆タレント名鑑（TBS系列）「そっくりさん10人11脚」のコーナーで松山千春のそっくりさんの一人として出演。
- アッコにおまかせ!（TBS系列）「おまかせ!声の完コピ グランプリ」のコーナーに出演。
- 森田一義アワー 笑っていいとも!（フジテレビ系列）
- 有吉ジャポン（TBS系列）
- サンデージャポン（TBS系列）
- 日曜×芸人（テレビ朝日系列）
- エンタの神様（日本テレビ系列）芋洗坂係長のものまねで「芋洗い熊係長」として出演し、本人と度々コラボしていた。